# Costa do Marfim nos Jogos Olímpicos de Verão de 1996
A Costa do Marfim mandou 11 competidores para os Jogos Olímpicos de Verão de 1996, em Atlanta, nos Estados Unidos. A delegação não conquistou medalhas.

## Desempenho

### Atletismo
Masculino
| Atleta                                                    | Evento              | Eliminatórias | Eliminatórias | Quartas-de-final | Quartas-de-final | Semifinais  | Semifinais  | Final       | Final       |
| Atleta                                                    | Evento              | Res.          | Pos.          | Res.             | Pos.             | Res.        | Pos.        | Res.        | Pos.        |
| --------------------------------------------------------- | ------------------- | ------------- | ------------- | ---------------- | ---------------- | ----------- | ----------- | ----------- | ----------- |
| Ahmed Douhou                                              | 100 m               | 10.53         | 5º/bat. 9     | Não avançou      | Não avançou      | Não avançou | Não avançou | Não avançou | Não avançou |
| Jean-Olivier Zirignon                                     | 100 m               | 22.69         | 9º/bat. 7     | Não avançou      | Não avançou      | Não avançou | Não avançou | Não avançou | Não avançou |
| Franck Waota                                              | 200 m               | 20.78         | 4º/bat. 4     | Não avançou      | Não avançou      | Não avançou | Não avançou | Não avançou | Não avançou |
| Franck Waota Ahmed Douhou Eric N'Dri Pacome Ibrahim Meité | Revezamento 4x100 m | 39.43         | 3º/bat. 4     |                  |                  | 38.99       | 7º/bat. 1   | Não avançou | Não avançou |

### Canoagem
Masculino
| Atleta         | Evento     | Eliminatórias | Eliminatórias | Repescagem | Repescagem | Semifinais  | Semifinais  | Final       | Final       |
| Atleta         | Evento     | Res.          | Pos.          | Res.       | Pos.       | Res.        | Pos.        | Res.        | Pos.        |
| -------------- | ---------- | ------------- | ------------- | ---------- | ---------- | ----------- | ----------- | ----------- | ----------- |
| Koutoua Abia   | K-1 500 m  | 1:55.208      | 9º/bat. 2     | 1:53.432   | 8º/bat. 1  | Não avançou | Não avançou | Não avançou | Não avançou |
| Miezan Edoukou | K-1 1000 m | 4:31.680      | 8º/bat. 3     | 4:44.155   | 7º/bat. 1  | Não avançou | Não avançou | Não avançou | Não avançou |

### Judô
Masculino
| Atleta        | Categoria | Pos. |
| ------------- | --------- | ---- |
| David Kouassi | -71 kg    | =13º |

Feminino
| Atleta              | Categoria | Pos. |
| ------------------- | --------- | ---- |
| Marguerita Goua Lou | 72 kg+    | =14º |

### Tênis
Masculino
| Atleta                         | Prova  | Primeira fase          | Segunda fase              | Oitavas de final                 | Quartas de final       | Semifinais             | Final                  | Final |
| Atleta                         | Prova  | Adversário e resultado | Adversário e resultado    | Adversário e resultado           | Adversário e resultado | Adversário e resultado | Adversário e resultado | Pos.  |
| ------------------------------ | ------ | ---------------------- | ------------------------- | -------------------------------- | ---------------------- | ---------------------- | ---------------------- | ----- |
| Clément N'Goran Claude N'Goran | Duplas |                        | TPE Chen C./Lien Y. V 2–0 | NED J. Eltingh/P. Haarhuis D 0–2 | Não avançou            | Não avançou            | Não avançou            | 9º    |

Legenda
| Recorde mundial      | Recorde mundial (World record)               |                       | Recorde africano                      | Recorde africano (African) |                                           | Q | Classificado por posição (Qualified) |
| Recorde olímpico     | Recorde olímpico (Olympic record)            | Recorde da América    | Recorde da América (Americas)         | q                          | Classificado por melhor tempo (Qualified) |   |                                      |
| Melhor marca do ano  | Melhor marca do ano (World leading)          | Recorde asiático      | Recorde asiático (Asian)              | DNS                        | Não largou (Did not start)                |   |                                      |
| Recorde nacional     | Recorde nacional (National record)           | Recorde europeu       | Recorde europeu (European)            | DNF                        | Não terminou (Did not finish)             |   |                                      |
| Recorde pessoal      | Recorde pessoal do atleta (Personal best)    | Recorde da Oceania    | Recorde da Oceania (Oceania)          | DSQ / DQ                   | Desclassificado (Disqualified)            |   |                                      |
| Recorde da temporada | Recorde da temporada do atleta (Season best) | Recorde sul-americano | Recorde sul-americano (South America) | NM                         | Sem marca (No mark)                       |   |                                      |